# Riveo
Riveo è una frazione del comune svizzero di Maggia, nel Canton Ticino (distretto di Vallemaggia).

## Storia
Già frazione del comune di Someo, con esso il 4 aprile 2004 è stato accorpato al comune di Maggia assieme agli altri comuni soppressi di Aurigeno, Coglio, Giumaglio, Lodano e Moghegno.

## Monumenti e luoghi d'interesse
- Oratorio della Madonna delle Grazie, attestato dal 1365 e ricostruito nel 1850[senza fonte].

## Infrastrutture e trasporti

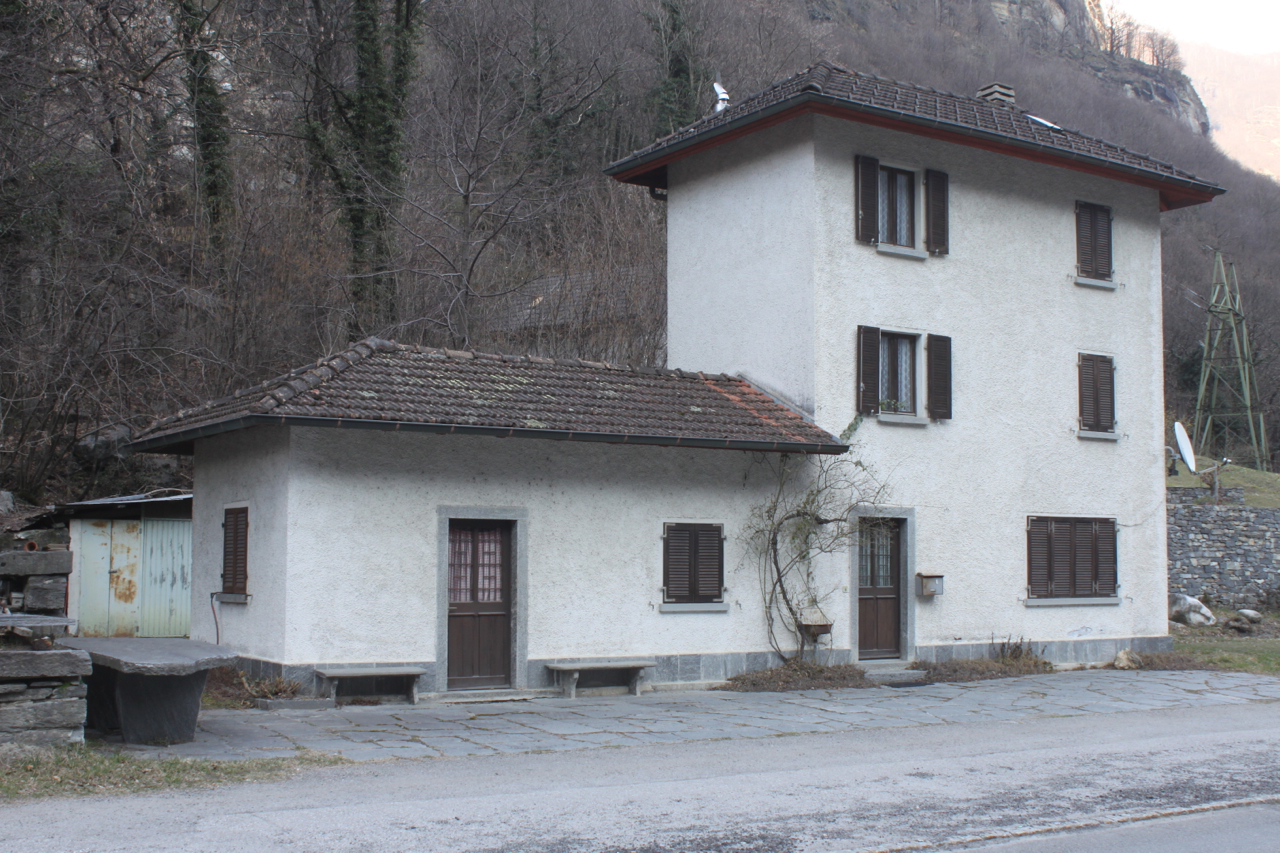
La stazione di Riveo

Dal 1907 al 1965 la frazione è stata servita della stazione di Riveo appartenente alla linea della ferrovia Locarno-Ponte Brolla-Bignasco.